# Equação de onda

Ondas esféricas que vêm de uma fonte de ponto

A equação da onda é uma equação diferencial parcial linear de segunda ordem importante que descreve a propagação das ondas – tais como ocorrem na física – tais como ondas sonoras, luminosas ou aquáticas. Surge em áreas como a acústica, eletromagnetismo, e dinâmica dos fluidos. Historicamente, o problema de uma corda vibrante como as de um instrumento musical foi estudado por Jean le Rond d'Alembert, Leonhard Euler, Daniel Bernoulli, e Joseph-Louis Lagrange.

Um pulso viajando através de uma corda com extremidades fixas, como modelado pela equação de onda.

## Introdução
Equações de onda são exemplos de equações diferenciais parciais hiperbólicas, mas existem muitas variações.
Na sua forma mais simples, a equação de onda diz respeito a uma variável de tempo t, uma ou mais variáveis espaciais x1, x2, …, xn, e uma função escalar u = u (x1, x2, …, xn; t), cujos valores poderiam modelar o deslocamento de uma onda. A equação de onda para u é:
{\displaystyle {\partial ^{2}u \over \partial t^{2}}=c^{2}\nabla ^{2}u}
onde ∇2 é o (espacial) Laplaciano e onde c é uma constante fixa.

Soluções desta equação que são inicialmente zero, fora de alguma região restrita, propagar-se-ão na região a uma velocidade fixa em todas as direções espaciais, assim como ondas físicas a partir de uma perturbação localizada, a constante c é identificada com a velocidade de propagação da onda. Esta equação é linear, da mesma forma que a soma de quaisquer duas soluções é novamente uma solução: na física esta propriedade é chamada princípio da superposição.
A equação sozinha não especifica uma solução, uma solução única é normalmente obtida pela fixação de um problema com outras condições, tais como condições iniciais, que prescrevem o valor e a velocidade da onda. Outra classe importante de problemas especifica as condições de contorno, para as quais as soluções representam ondas estacionárias, ou harmônicos, análogos aos harmônicos de instrumentos musicais.
Para modelos de fenômenos de onda dispersivos, aqueles em que a velocidade de propagação da onda varia com a frequência da onda, a constante c passa a ter a velocidade de fase:
{\displaystyle v_{\mathrm {p} }={\frac {\omega }{k}}}
A equação da onda elástica em três dimensões descreve a propagação de ondas em meio elástico isotrópico homogêneo. A maioria dos materiais sólidos são elásticos, por isso esta equação descreve fenômenos como as ondas sísmicas na Terra e as ondas de ultra-som usados para detectar falhas em materiais. Enquanto linear, esta equação tem uma forma mais complexa do que as equações acima, como deve contabilizar movimento tanto longitudinal e transversal:
{\displaystyle \rho {\ddot {\mathbf {u} }}=\mathbf {f} +(\lambda +2\mu )\nabla (\nabla \cdot \mathbf {u} )-\mu \nabla \times (\nabla \times \mathbf {u} )}
em que:
λ e μ são os chamados parâmetros Lamé descrevendo as propriedades elásticas do meio,
ρ é a densidade, f é a função fonte (força motriz),
e u é o vetor de deslocamento.
Nota-se que nesta equação, tanto a força quanto o deslocamento são grandezas vetorias. Assim, esta equação é conhecida como a equação de onda do vetor.
Variações da equação de onda também são encontrados na mecânica quântica, física de plasma e relatividade geral.

## Equação de onda escalar em uma dimensão espacial

### Derivação da equação de onda

#### A lei de Hooke
A equação de onda no caso unidimensional pode ser derivada a partir da lei de Hooke, da seguinte forma: imagine uma matriz de pequenos pesos de massa m interligados com molas sem massa de comprimento h. As molas têm uma constante elástica k:
Aqui u (x) mede a distância a partir do equilíbrio de massa situado em  x. As forças exercidas sobre a massa m na posição x + h são as seguintes:
{\displaystyle F_{\mathit {Newton}}=m\cdot a(t)=m\cdot {{\partial ^{2} \over \partial t^{2}}u(x+h,t)}}
{\displaystyle F_{\mathit {Hooke}}=F_{x+2h}-F_{x}=k\left[{u(x+2h,t)-u(x+h,t)}\right]+k[u(x,t)-u(x+h,t)]}
A equação do movimento para o peso na posição x + h é dada pela igualação dessas duas forças:
{\displaystyle m{\partial ^{2} \over \partial t^{2}}u(x+h,t)=k[u(x+2h,t)-u(x+h,t)-u(x+h,t)+u(x,t)]}
em que a dependência com o tempo de u(x) foi explicitado.
Se o conjunto de pesos consiste em N pesos uniformemente espaçados ao longo do comprimento L = Nh da massa total M = Nm, enquanto a constante da matriz K=k/N, podemos escrever a equação acima como:
{\displaystyle {\partial ^{2} \over \partial t^{2}}u(x+h,t)={KL^{2} \over M}{u(x+2h,t)-2u(x+h,t)+u(x,t) \over h^{2}}}
Tomando o limite N→ ∞, h → 0 e assumindo a suavidade obtém-se:
{\displaystyle {\partial ^{2}u(x,t) \over \partial t^{2}}={KL^{2} \over M}{\partial ^{2}u(x,t) \over \partial x^{2}}}

(KL2)/M  é o quadrado da velocidade de propagação, neste caso particular.

## Solução geral
Para uma  equação de onda unidimensional é incomum que sua  equação diferencial parcial envolva uma solução geral relativamente simples de ser encontrada. Desse modo, definindo novas variáveis:
{\displaystyle \xi =x-ct\quad ;\quad \eta =x+ct}
muda a equação de onda em
{\displaystyle {\frac {\partial ^{2}u}{\partial \xi \partial \eta }}=0}
o que leva a solução geral:
{\displaystyle u(\xi ,\eta )=F(\xi )+G(\eta )}
ou equivalentemente:
{\displaystyle u(x,t)=F(x-ct)+G(x+ct)}
Em outras palavras, as soluções da equação de onda 1D são somas de um certo "viajando" função F e uma função G. "viajar" significa que a forma destas funções arbitrárias individuais no que diz respeito a X permanece, no entanto, as funções são deslocadas para a direita( função F) ou esquerda ( função G) a razão ct. Isso foi obtido por Jean le Rond d'Alembert.
Outra forma de chegar a este resultado é  notar que a equação de onda pode ser reescrita como:
{\displaystyle \left[{\frac {\partial }{\partial t}}-c{\frac {\partial }{\partial x}}\right]\left[{\frac {\partial }{\partial t}}+c{\frac {\partial }{\partial x}}\right]u=0}
e, portanto:
{\displaystyle {\frac {\partial u}{\partial t}}-c{\frac {\partial u}{\partial x}}=0\qquad {\mbox{e}}\qquad {\frac {\partial u}{\partial t}}+c{\frac {\partial u}{\partial x}}=0}
Estas duas últimas equações são chamadas equações de advenção, uma "viajando" para a esquerda e a outra à direita, ambos com velocidade constante c.
Por um problema de valor inicial, as funções arbitrárias F e G podem ser determinadas para satisfazer as condições iniciais:
{\displaystyle u(x,0)=f(x)}
{\displaystyle u_{t}(x,0)=g(x)}
O resultado é a fórmula D'Alembert:
{\displaystyle u(x,t)={\frac {f(x-ct)+f(x+ct)}{2}}+{\frac {1}{2c}}\int _{x-ct}^{x+ct}g(s)ds}
No sentido clássico, se f (x)∈ Ck e g(x) ∈ Ck−1 , então u(t, x) ∈ Ck. No entanto, as formas de onda F e G podem também ser funções generalizadas, como por exemplo a função de delta. Nesse caso, a solução pode ser interpretado como um impulso que se desloca para a direita ou para a esquerda.
A equação básica de onda é uma equação diferencial linear e por isso vai aderir ao princípio da sobreposição. Isto significa que o deslocamento de líquido causada por dois ou mais ondas é a soma dos deslocamentos que teriam sido causadas por cada onda individual. Além disso, o comportamento de uma onda pode ser analisada pela divisão da onda em componentes, por exemplo, a transformada de Fourier quebra uma onda em componentes senoidais.

## Problema de Valor Inicial e de Fronteira[7]
O Problema de Valor Inicial e de Fronteira (PVIF) a seguir se trata do problema da corda elástica com extremidades fixas e sem a ação de forças externas, tal PVIF consiste no seguinte:
{\displaystyle {\partial ^{2}u \over \partial t^{2}}=c^{2}\cdot {\partial ^{2}u \over \partial x^{2}},0<x<L,t>0;}
{\displaystyle u(0,t)=0,u(L,t)=0,t\geq 0;}
{\displaystyle u(x,0)=f(x),{\partial u \over \partial t}(x,0)=g(x);0\leq x\leq L,}
onde f e g são funções tais que
{\displaystyle f(0)=f(L)=0\quad e\quad g(0)=g(L)=0.}

A solução deste PVIF é dada pela soma das soluções dos problemas da corda elástica com deslocamento inicial não-nulo e da corda elástica com velocidade inicial não-nula. Para solucionar ambos os problemas, é utilizado o método da separação de variáveis. 
O problema da corda elástica com deslocamento inicial não-nulo consiste em:
{\displaystyle {\partial ^{2}u \over \partial t^{2}}=c^{2}\cdot {\partial ^{2}u \over \partial x^{2}},0<x<L,t>0;}
{\displaystyle u(0,t)=0,u(L,t)=0,t\geq 0;}
{\displaystyle u(x,0)=f(x),{\partial u \over \partial t}(x,0)=0;0\leq x\leq L.}
Usando o método de separação de variáveis, a solução deste PVIF é
{\displaystyle u(x,t)=\sum _{n=1}^{\infty }c_{n}\cdot sen({n\pi x \over L})\cdot cos({n\pi at \over L}),}
{\displaystyle com\quad c_{n}={2 \over L}\cdot \int _{0}^{L}f(x)\cdot sen({n\pi x \over L})dx.}

Enquanto o problema da corda elástica com velocidade inicial não-nula é:
{\displaystyle {\partial ^{2}u \over \partial t^{2}}=c^{2}\cdot {\partial ^{2}u \over \partial x^{2}},0<x<L,t>0;}
{\displaystyle u(0,t)=0,u(L,t)=0,t\geq 0;}
{\displaystyle u(x,0)=0,{\partial u \over \partial t}(x,0)=g(x);0\leq x\leq L,}
mais uma vez pelo método da separação de variáveis, temos a solução
{\displaystyle u(x,t)=\sum _{n=1}^{\infty }k_{n}\cdot sen({n\pi x \over L})\cdot sen({n\pi at \over L}),}
{\displaystyle com\quad k_{n}={2 \over n\pi a}\cdot \int _{0}^{L}g(x)\cdot sen({n\pi x \over L})dx.}

Portanto, temos que a solução do PVIF da corda elástica com extremidades fixas e sem a ação de forças externas
{\displaystyle u(x,t)=\sum _{n=1}^{\infty }c_{n}\cdot sen({n\pi x \over L})\cdot cos({n\pi at \over L})+\sum _{n=1}^{\infty }k_{n}\cdot sen({n\pi x \over L})\cdot sen({n\pi at \over L}),}
com os coeficientes de Fourier calculados por {\displaystyle c_{n}}e {\displaystyle k_{n}}vistos anteriormente.

## Equação de onda escalar em duas dimensões espaciais[8]
Para a dedução da equação da onda bidimensional pode-se pensar no movimento de uma membrana esticada, como a de um tambor, por exemplo. Para tornar a dedução mais simples é preciso admitir certos pressupostos, os quais parecem deslocados da realidade, mas correspondem bem à pequenas deflexões em membranas muito finas:
- A membrana é homogênea, flexível e muito fina, não oferecendo resistência à flexão;

- A membrana é esticada e fixada ao longo do seu contorno no plano xy;
- A tração causada pelo esticamento da membrana é a mesma em todos os pontos e direções, não se alterando durante a movimentação;
- A deflexão da membrana é pequena se comparada ao tamanho da membrana e todos os ângulos de inclinação podem ser considerados pequenos.

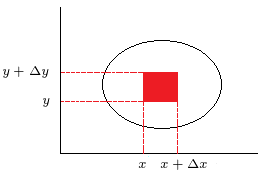

Definindo T como a força de tração por unidade de comprimento da membrana e considerando um pedaço pequeno dela, tem-se que as forças que agem sobre ele são tangentes à membrana e tem módulo calculado por {\textstyle T*\Delta x} e {\textstyle T*\Delta y,} com {\textstyle \Delta x} e {\textstyle \Delta y} indicados na figura ao lado.
Analisando as forças, tem-se que suas componentes horizontais são dadas por uma multiplicação do módulo pelo cosseno do ângulo. Dado que foi pressuposto que os ângulos são muito pequenos, o valor dos cossenos tende à um. A partir disso, tem-se que as componentes horizontais das forças são quase iguais, de modo a se anularem. Por consequência, se considera que a movimentação da membrana na direção horizontal é desprezível.
Já em relação às componentes verticais das forças tem-se que:
{\displaystyle {T*\Delta y*[u_{x}(x+\Delta x,y_{1})-u_{x}(x,y_{2})]+T*\Delta x*[u_{y}(x_{1},y+\Delta y)-u_{y}(x_{2},y)]}}
Onde, {\textstyle u_{x}} representa a derivada parcial em relação à {\textstyle x} da função que é solução da equação, {\textstyle y_{1}} e {\textstyle y_{2}} são valores entre {\textstyle y} e {\textstyle y+\Delta y} e {\textstyle x_{1}} e {\textstyle x_{2}} são valores entre {\textstyle x} e {\textstyle x+\Delta x.}
Baseando-se na Segunda Lei de Newton, considerando {\textstyle \rho } a massa por unidade de área da membrana e {\textstyle \Delta A,} como {\textstyle \Delta x*\Delta y} e {\textstyle {\frac {\partial ^{2}u}{\partial t^{2}}}} como a aceleração:
{\displaystyle \rho *\Delta x*\Delta y=T*\Delta y*[u_{x}(x+\Delta x,y_{1})-u_{x}(x,y_{2})]+T*\Delta x*[u_{y}(x_{1},y+\Delta y)-u_{y}(x_{2},y)]}
Dividindo os dois lados da equação por {\textstyle \rho \Delta x\Delta y} para fins de simplificação e fazendo o limite de {\textstyle \Delta x} e {\textstyle \Delta y} tendendo à zero, chegamos à equação de onda bidimensional, onde {\displaystyle c^{2}={\frac {T}{\rho }}:}
{\displaystyle {\frac {\partial ^{2}u}{\partial t^{2}}}=c^{2}({\frac {\partial ^{2}u}{\partial x^{2}}}+{\frac {\partial ^{2}u}{\partial y^{2}}})}
Ela ainda pode ser reescrita em termos de laplaciano de {\textstyle u:}
{\displaystyle {\frac {\partial ^{2}u}{\partial t^{2}}}=c^{2}\nabla ^{2}u}
Ou de uma forma mais compacta, tal que:
{\displaystyle u_{tt}=c^{2}\left(u_{xx}+u_{yy}\right).}
Podemos usar a teoria tridimensional para resolver este problema se considerarmos u como uma função em três dimensões, que é independente da terceira dimensão. Se
{\displaystyle u(0,x,y)=0,\quad u_{t}(0,x,y)=\phi (x,y),}
em seguida, a solução de fórmula geral tridimensional torna
{\displaystyle u(t,x,y)=tM_{ct}[\phi ]={\frac {t}{4\pi }}\iint _{S}\phi (x+ct\alpha ,\,y+ct\beta )d\omega ,}
onde α e β são as duas primeiras coordenadas na esfera unitária, e dω é o elemento de área sobre a esfera. Esta integral pode ser reescrita como uma parte integrante ao longo do disco D, com o centro (x, y) e um raio de ct:
{\displaystyle u(t,x,y)={\frac {1}{2\pi c}}\iint _{D}{\frac {\phi (x+\xi ,y+\eta )}{\sqrt {(ct)^{2}-\xi ^{2}-\eta ^{2}}}}d\xi \,d\eta .}
É evidente que a solução de (t, x, y) depende não só dos dados sobre o cone de luz ,onde
{\displaystyle (x-\xi )^{2}+(y-\eta )^{2}=c^{2}t^{2},}
mas também em dados que são interiores ao cone.